# جودا دانا
جودا دانا هو محامي وقاضي وسياسي أمريكي، ولد في 25 أبريل 1772 في بومفريت في الولايات المتحدة، وتوفي في 27 ديسمبر 1845 في فرايبورغ في الولايات المتحدة. نشط حزبياً في الحزب الديمقراطي. وقد انتخب عضو مجلس الشيوخ الأمريكي ‏ عن دائرة Maine Class 1 senate seat ‏ خلال فترته النيابية ‏ (4 مارس 1836 – 3 مارس 1837) وانتخب عضو مجلس الشيوخ الأمريكي ‏.